# Gà lôi Cabot

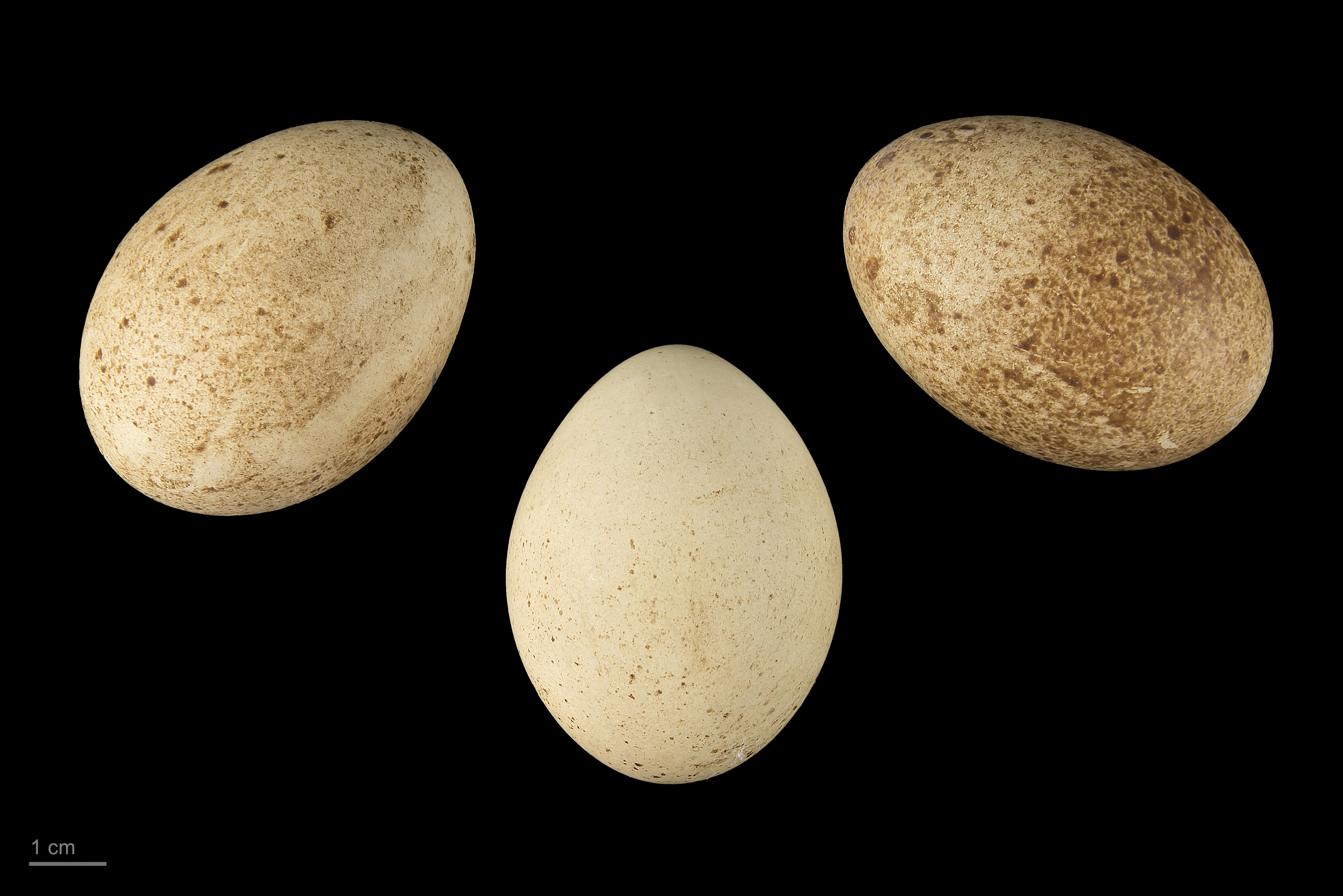
Tragopan caboti

Tragopan caboti là một loài chim trong họ Phasianidae.
Loài chim lớn này được chia thành hai phân loài, trong đó một phân loài được tìm thấy ở các tỉnh Phúc Kiến, Giang Tây, Chiết Giang và Quảng Đông, và T. c. guangxiensis bị giới hạn ở phía đông bắc Quảng Tây và phía nam Hồ Nam.